# Geoffrey Unsworth
Pour les articles homonymes, voir Unsworth.
Geoffrey Unsworth (26 mai 1914, Atherton - 28 octobre 1978, Paris) est un directeur de la photographie britannique. Il connut une longue et prestigieuse carrière dans l'industrie cinématographique anglaise et fut l'un des chefs techniciens qui marqua les grandes heures des studios londoniens de Pinewood. Il collabora à plus de quatre-vingt-dix longs métrages en l'espace de quarante ans.

## Biographie
Après avoir travaillé comme cadreur sur les films de Michael Powell et Emeric Pressburger, Unsworth fit ses débuts en tant que directeur de la photographie sur le documentaire The People's Land.
Très apprécié pour son ouverture aux nouvelles technologies et son sens développé de la lumière comme élément central de la narration, il fut très sollicité dans les années 1960, essentiellement pour les films de science-fiction et les reconstitutions historiques. Sa signature esthétique se caractérisait par un audacieux mélange entre réalisme et onirisme. Unsworth collabora notamment avec Stanley Kubrick sur 2001, l'Odyssée de l'espace et ses innovations visuelles qui faisaient du décor spatial un environnement naturaliste et mystique. La réalisation, extrêmement difficile, nécessita l'utilisation d'un nouveau format, le Super Panavision 70 et d'un matériel à la pointe technologique : caméras, objectifs, câbles, spots lumineux, bras, perches, grues et supports robotisés perfectionnés spécialement pour l'occasion sur les conseils de la NASA. Pour Cabaret de Bob Fosse, Unsworth emprunta les techniques d'éclairage du cinéma expressionniste allemand qui permettaient de créer, pour les numéros chantés et dansés, une ambiance festive et pittoresque où éclataient les tons rouges, ors et bleus. Il élabora également une atmosphère cauchemardesque et sombre, signifiée par de saisissants clairs-obscurs avec dominante de teintes grises et vertes.
En 1978, son travail sur Superman de Richard Donner a empiété sur celui du créateur d'effets spéciaux oscarisé, Colin Chilvers. Il a dû affiner les transparences et l'effacement, à l'écran, des câbles de suspension accrochés au costume de Christopher Reeve. Il voulait de plus faire en sorte que les moments où le personnage principal vole soient le plus naturels possible afin que chaque spectateur ait lui aussi l'impression de flotter dans les airs. Aussi désirait-il éclairer le film de manière qu'il reproduise sur l'écran une Amérique plus mythique que réaliste, espace que l'on ne pouvait pas dater, pris entre les années 1930 (temps d'origine du comic) et les années 1970 (époque du tournage), d'où le jeu de forts contrastes et de saturation des couleurs primaires.
Admiré pour son travail minutieux, érudit et appliqué, Unsworth fut couronné par plusieurs récompenses prestigieuses dont trois BAFTA et cinq prix de la British Society of Cinematographers. Déjà lauréat d'un Oscar en 1973 pour Cabaret, il en obtint un autre mais posthume pour Tess de Roman Polanski, qui lui a également valu un César en 1980. Il mourut le 28 octobre 1978, en France, des suites d'une crise cardiaque lors de la troisième semaine de tournage du film. Il fut remplacé au pied levé par Ghislain Cloquet. Unsworth avait été fait Compagnon de l'Empire britannique quelques années plus tôt. Superman de Donner et La Grande Attaque du train d'or de Michael Crichton lui ont été dédiés.
Sa femme, Maggie Unsworth, a également travaillé pour le cinéma en tant que scripte.

## Filmographie partielle
En tant que directeur de la photographie.
- 1948 : Jusqu'à ce que mort s'ensuive (Blanche Fury) (codirecteur avec Guy Green) de Marc Allégret
- 1949 : The Spider and the Fly, de Robert Hamer
- 1950 : Trio de Ken Annakin et Harold French
- 1952 : La Femme du planteur (The Planteur's wife) de Ken Annakin
- 1954 : L'Homme au million (The Million Pound Note) de Ronald Neame
- 1955 : Passage Home de Roy Ward Baker
- 1958 : Le Prisonnier du Temple (Dangerous Exile) de Brian Desmond Hurst
- 1959 : Aux frontières des Indes (North West Frontier) de J. Lee Thompson
- 1960 : Le Monde de Suzie Wong (The World of Suzie Wong) de Richard Quine
- 1962 : The Main Attraction de Daniel Petrie
- 1968 : 2001, l'Odyssée de l'espace de Stanley Kubrick
- 1970 : Cromwell de Ken Hughes
- 1970 : Goodbye Gemini de Alan Gibson
- 1972 : Cabaret de Bob Fosse
- 1973 : R comme Roger (Baxter!) de Lionel Jeffries
- 1973 : Love and Pain and the Whole Damn Thing d'Alan J. Pakula
- 1974 : Le Crime de l'Orient-Express de Sidney Lumet
- 1974 : Zardoz de John Boorman
- 1975 : Le Retour de la Panthère rose de Blake Edwards
- 1975 : Les Aventuriers du Lucky Lady (Lucky Lady), de Stanley Donen
- 1977 : Un pont trop loin de Richard Attenborough
- 1978 : Superman de Richard Donner
- 1979 : La Grande Attaque du train d'or de Michael Crichton
- 1979 : Tess de Roman Polanski
- 1980 : Superman 2[1] de Richard Lester

## Récompenses
- 1972 : Oscar de la meilleure photographie pour Cabaret
- 1980 : César de la meilleure photographie (posthume) avec Ghislain Cloquet pour Tess
- 1981 : Oscar de la meilleure photographie (posthume) avec Ghislain Cloquet pour Tess